# Монморанси, Анн-Огюст де
Анн-Огюст де Монморанси (фр. Anne-Auguste de Montmorency; 1679 — 27 октября 1745, Лилль) — французский генерал, принц де Робек, маркиз де Морбек, гранд Испании первого класса.

## Биография
Сын Филиппа-Мари-Альбера де Монморанси и Марии-Филиппы де Крой-Сольр. До 1716 года носил титул графа д'Эстер.
Поступил на службу мушкетером в 1695. В 1696 воевал во Фландрии. В 1697 стал капитаном пехотного полка своего брата принца де Робека; служил в том году на Рейне.
22 июля 1698 стал майором своего полка, 1 марта 1700 — полковником Нормандского полка. Командовал им в Германской армии в 1701; в июле переведен в Итальянскую армию, 1 сентября сражался в битве при Кьяри, где получил ранение ружейной пулей в руку.
В 1702 участвовал в битве у Санта-Виттории, осаде, битве и взятии Луццары, Гуасталлы, Боргофорте, разгроме генерала Штаремберга у Страделлы, в сражении у Кастельново-ди'Бормиа, переходе через горы Трентино, взятии Наго, Арко, Асти в 1703.
10 февраля 1704 произведен в бригадиры, участвовал в изгнании имперцев из Руббио, в осадах и взятии Верчелли, Ивреи, её цитадели и замка, в осаде и взятии Верруи, который сдался в апреле 1705. В августе сражался у Кассано, в октябре принимал участие во взятии Сончино, а в апреле 1706 в битве при Кальчинато. Затем был при осаде Турина и Туринском сражении в сентябре 1706.
4 апреля 1707 переведен в Испанскую армию герцога Орлеанского, внес вклад во взятие нескольких крепостей в королевстве Валенсии, служил при осаде и взятии города и замка Лериды, а в следующем году при осаде и взятии Тортосы, осадах Понса, Алоса, моста Монтаньяна и замка Веласко.
20 июля 1709 переведен в армию Руссильона герцога де Ноая, и содействовал разгрому генерала Фокенберга. Во время марша получил легкое ранение в шею.
29 марта 1710 произведен в лагерные маршалы. Действовал под командованием де Ноая в Лангедоке, на побережье которого высадились англичане. Участвовал в изгнании отрядов противника из Агда и других мест, и заставил английские войска погрузиться обратно на корабли с большими потерями.
Вернувшись на каталонскую границу, принял участие в осаде Жироны, начавшейся 27 декабря. 22 января был направлен на перехват Неаполитанского полка, пытавшегося прорваться в город, разгромил противника, часть перебил, взял в 250 пленных, а остальных обратил в беспорядочное бегство. После взятия Жироны доставил известие о победе испанскому королю, который 9 февраля пожаловал Монморанси в рыцари ордена Золотого руна.
Участвовал в неудачной осаде Кардоны, в 1712 выступил на помощь Жироне. В феврале 1713 отставлен от командования Нормандским полком. Участвовал в осаде и взятии Барселоны в 1714, где его отряд захватил форт Капуцинов.
В 1716, после смерти старшего брата, стал принцем де Робеком. 30 марта 1720 произведен в генерал-лейтенанты армий короля, в 1725 назначен великим магистром Дома вдовствующей королевы Испании Луизы Елизаветы Орлеанской.
Во время войны за Польское наследство 1 апреля 1734 определен в Рейнскую армию и проделал свою последнюю кампанию, приняв участие в осаде и взятии Филиппсбурга.

## Семья
Жена (23.12.1722): Катрин-Фелисите дю Белле (1707—3.06.1727), дочь графа Шарля дю Белле и Катрин-Рене де Жокур де Виль-Арну
Дети:
- Анн-Луи-Александр де Монморанси (25.01.1724—12.10.1812), принц де Робек. Жена 1) (26.02.1745): Анн-Мари (Морис) де Монморанси-Люксембург (1729—1760), дочь маршала Франции герцога Шарля-Франсуа-Фридерика де Монморанси-Люксембурга и Мари-Софи-Онорат-Эмили Кольбер де Сеньеле; 2) (3.03.1761): Александрин-Эмили де Ларошфуко-Эстиссак (1742—1814), дочь Луи-Армана де Ларошфуко, герцога д'Эстиссака
- Луи-Анн-Александр де Монморанси (11.11.1725—16.02.1795), маркиз де Морбек, принц фон Тилли. Был холост
- Мадлен-Франсуаз-Анн-Фелисите-Изабель де Монморанси (21.05.1727—22.02.1782), монахиня, затем приор монастыря Ла-Виль-Л'Эвек в Париже